# 国立教育会館
国立教育会館（こくりつきょういくかいかん）は、かつて存在した特殊法人。

## 概要
本館は1964年（昭和39）6月に教育研修施設の設置が必要を目的に設置され、同年千代田区霞が関に竣工。同施設には虎ノ門ホールが存在していた。法人としては2001年3月に解散。解散後も施設は文部科学省の分館として使用していたが、霞が関コモンゲートの再開発により2004年3月に閉鎖・解体した。